# Rune Pedersen (calciatore)
Rune Pedersen (Østerbro, 9 ottobre 1979) è un ex calciatore danese, di ruolo portiere.